# Deutsches Jungvolk

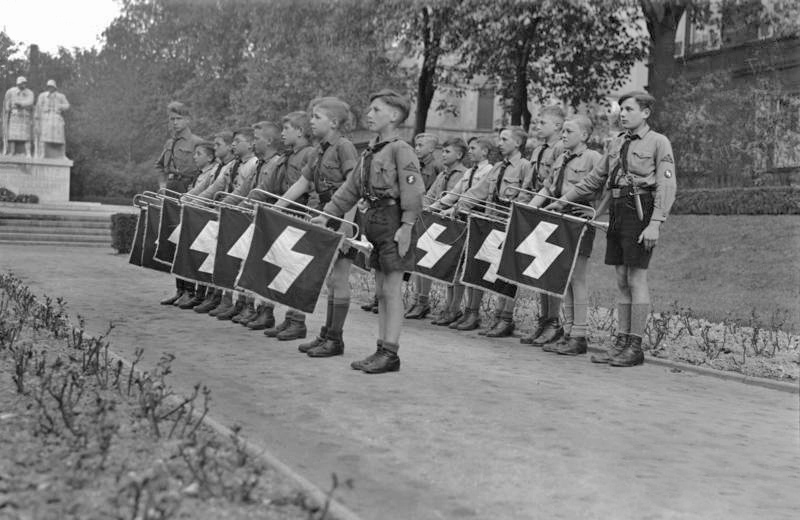
Membres de la Deutsches Jungvolk en 1933.

Le Deutsches Jungvolk (Jeunesse Allemande) était la subdivision des Jeunesses hitlériennes qui s'occupait des garçons âgés de 10 à 14 ans.
Son objectif était de renforcer l'idéal aryen tel que l'envisageait le nazisme et de contribuer à l'édification de la communauté nationale du peuple (Volksgemeinschaft). Un mixte d'activités de plein air et d'endoctrinement idéologique.
En application de la deuxième version de la loi sur la jeunesse, l'adhésion devient réellement obligatoire à partir du 25 mars 1939.
Les membres du Deutsches Jungvolk était appelé officiellement « Jungvolkjungen » (les jeunes de la jeunesse allemande) et couramment « Pimpf ». 
Der Pimpf (en), le magazine nazi pour garçons, était édité particulièrement à destination des membres de la Deutsches Jungvolk, qu'elle fournissait en aventures et en propagande. Les enfants qui composaient la Jungvolk étaient d'ailleurs surnommés des « Pimpf » (« polissons »).